# Viale a Chantilly
Viale a Chantilly è un dipinto di Paul Cézanne. Eseguito nel 1888, è conservato nella National Gallery di Londra.

## Descrizione
Si tratta di uno dei numerosi dipinti eseguiti dal pittore durante il suo soggiorno a Chantilly nel 1888; questo scorcio è stato probabilmente dipinto nei pressi del castello. La composizione di base è stata eseguita a matita ed è stata poi riempita con pennellate giocate sulle sfumature di blu, verde e grigio.